# Gonypetella ivoirensis
Gonypetella ivoirensis es una especie de mantis de la familia Mantidae.

## Distribución geográfica
Se encuentra en Costa de Marfil.